# Ancistrus chagresi
Ancistrus chagresi är en fiskart som beskrevs av Eigenmann och Eigenmann, 1889. Ancistrus chagresi ingår i släktet Ancistrus och familjen Loricariidae. Inga underarter finns listade i Catalogue of Life.